# クロイピンの戦い
クロイピンの戦い（クロイピンのたたかい、オランダ語: Slag bij Kruipin）は仏蘭戦争中の1672年10月12日、ヴルデンのクロイピン要塞にてフランス王国とネーデルラント連邦共和国の間で行われた戦闘。

## 背景
1672年6月にフランス軍がオランダ国境を越えると、多くの都市や要塞はたちまちフランスの大軍を前に降伏した。戦争の初期、オランダ軍はトルハウスの戦いを除いてフランス軍との決戦を避けたが、9月中旬にはオランダ軍の指揮官たちが外国軍の占領に対し行動し始めた。
ナッサウ＝ジーゲン侯ヨハン・マウリッツはフランスに占領されていたナールデンの奪還計画を立てたが、結局天候不順により実行されなかった。いずれにしても、フランス軍はナールデン攻撃の計画について知るとナールデンの守備軍を増強した。一方、オランダ軍では新しい計画が立てられた。リュクサンブール公爵率いるフランス軍は陽動作戦でオランダ軍を欺くと、北上してナールデンに向かったが、これによりヴルデン侵攻の障害がなくなった。

## 包囲
オランダ軍は夜に紛れて進軍、ヴルデンに到着した。ウィレム・アドリアーン2世・ファン・ホルネがフヤンフェヴェレスロイスという閘門から進む一方、フレデリック・ファン・ナッサウ＝ザイレステインはヴルデンの東側にあるレインデイク（Rijndijk）から進撃した。オラニエ公ウィレム3世とホルネ伯がヴルデンを攻撃する一方、ナッサウ＝ザイレステインは溝を掘ったり柵を立てたりして敵の遅延を狙った。
一方、リュクサンブール公はナールデンからヴルデンに移動したが、ナッサウ＝ザイレステインが作った障害物に阻まれた。彼はすぐに突撃を命ずるが撃退され、2度目の攻撃も失敗した。やがて彼はオランダ軍の守備の穴を発見、そこをつついて突破した。その後はナッサウ＝ザイレステインの軍勢と激戦になるが、オランダ軍は不利になりヴルデンへの攻撃が中止された。

## 結果
戦闘の結果、オランダ軍はナッサウ＝ザイレステインなど600人が戦死した。ナッサウ＝ザイレステインの軍職はウィレム3世によりゲオルク・フリードリヒ・フォン・ヴァルデックに譲られた。新しい同盟国からの軍勢が到着しそうになったため、ウィレム3世は11月にマーストリヒトへの進軍を開始した。その後はシャルルロワも攻略した。冬が訪れると、オランダの洪水線は氷結、リュクサンブール公は冬季攻勢を開始、ツヴァメルダムとボデフラーフェンを攻略した。